# Musica nera (romanzo)
Musica nera è un romanzo scritto da Leonardo Gori, edito nel 2008 da Hobby & Work.
Il romanzo, è il settimo e ultimo episodio della serie del capitano Bruno Arcieri, sia per scrittura che per ambientazione.

## Trama
Versilia, 1967. Mentre lo scenario internazionale è dominato dalla Guerra Fredda e dall'escalation americana in Vietnam, l'Italia si gode i frutti della ripresa economica. Il benessere è diffuso, la 500 e le vacanze al mare sono ormai alla portata di quasi tutti, nei juke-box impazzano Gianni Morandi e Caterina Caselli. Eppure, lungo il litorale turistico di Viareggio, qualcuno sembra molto, molto lontano da questo clima di euforia collettiva. Si tratta di un gruppo di donne in nero che, sul pontile del Cinquale, si ritrova ogni sera per guardare il mare, in silenzio. Le nota Bruno Arcieri, venuto al funerale di un vecchio amico, un ufficiale della Marina militare morto per un'apparente disgrazia in un fosso inquinato pieno di schiuma. Ma sarà il jazz della sua giovinezza, suonato dalla misteriosa tromba di un musicista che è come emerso dall'abisso del tempo, a condurlo in una trappola mortale, a cui sfugge in modo inspiegabile. Proprio per darsene ragione e per trovare le radici remote di varie morti - quattro bambini uccisi dai nazifascisti nel 1944, un faccendiere italiano legato ad ambienti poco chiari dei servizi segreti, l'equipaggio di un mini-sommergibile lasciato morire negli abissi Arcieri condurrà un'indagine privata destinata a scoperchiare un intrico di trame eversive e di interessi privati di assoluto cinismo, che sporcano l'Italia del 1945 come quella vacanziera del boom economico.